# 新新惩教所
新新惩教所（英語：Sing Sing Correctional Facility），另譯辛辛监狱、聲聲监狱、星星监狱、兴格监狱，是美國纽约州矫正与社区安全部所辖的最高設防監獄。新新惩教所位于威斯特徹斯特县奥西宁哈德逊河岸，距离南方纽约市约30英里（50公里）。
「新新」这一名称来源于當地美洲原住民一部落的名称“Sinck Sinck”（或Sint Sinck），他们的土地於1685年被收购。
根据紐約州懲教署於2007年的報告，新新惩教所可以容纳約1,700名罪犯。而目前亦有计划將惩教所舊監獄分區的1,825间牢房改建成博物馆。

## 歷史

### 早年歷史

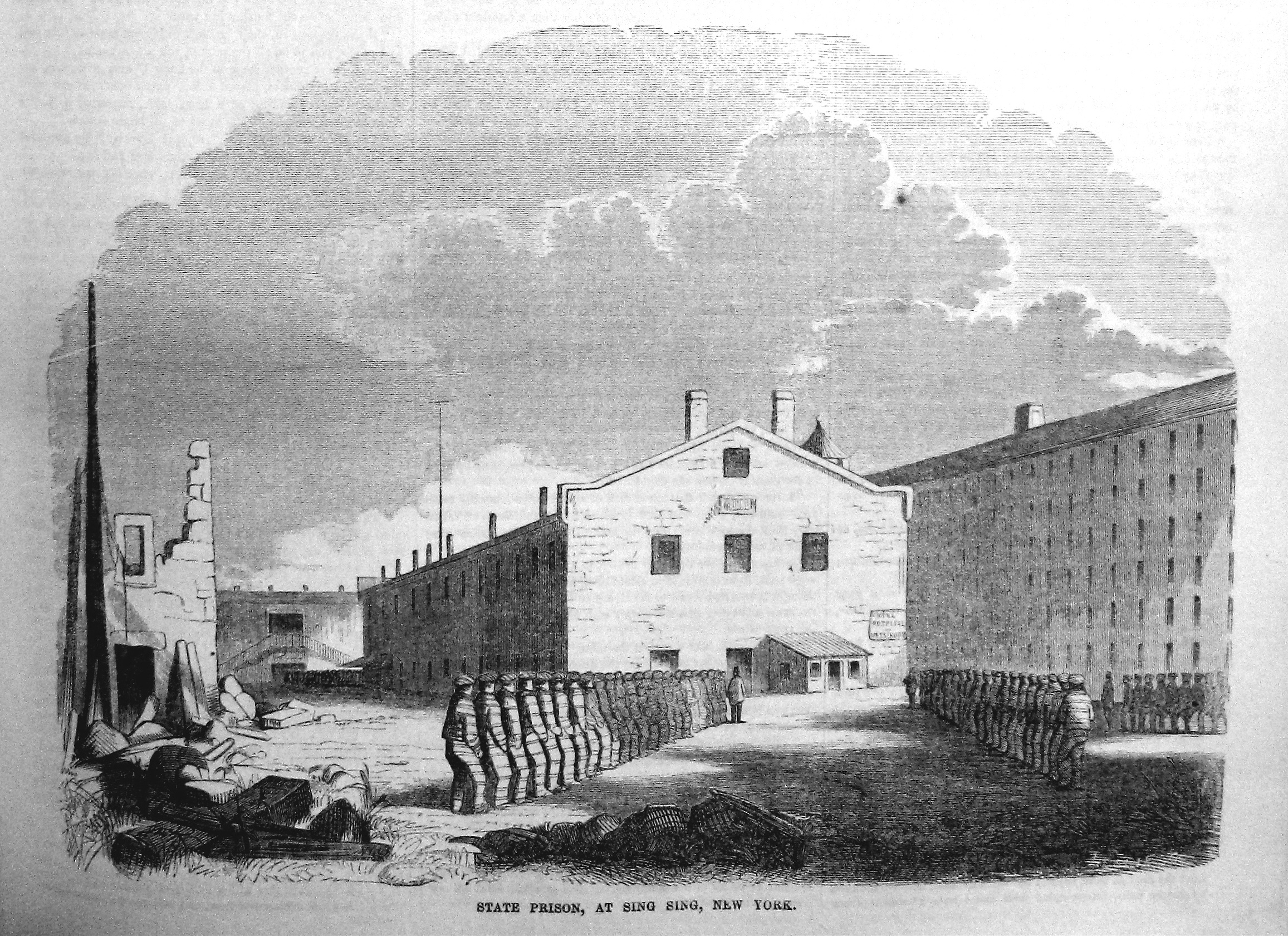
《紐約州立監獄，新新惩教所》，一幅製於1855年的版畫

新新惩教所是紐約州第三個建立的監獄。第一個監獄於1797年建於格林威治村，而第二個監獄則建於1816年，名為奧爾巴尼州立監獄。
1824年紐約州议会要求奧本州立監獄長兼前美國陸軍上尉埃蘭·琳達興建一個新的、更現代的監獄。琳達在接受任務後，便花了數個月尋找可以建造監獄的位置，並曾考慮在史泰登岛、布朗克斯、以及芒特普萊森特哈得遜河岸上的「銀礦場」。他亦到訪新罕布什尔州參考成功例子，全因他們利用囚犯作勞工，並就地取用石材成功建築一個監獄。出於這個原因，琳達在五月終於決定在威斯特徹斯特郡附近的芒特普萊森特作建設新監獄的地址，即新新。「新新」这一名称實際上源自當地美國原住民部落的名称“Sinck Sinck”，意即「在石頭上的石頭」。立法會隨後撥款$20,100美元購買這片面積為130-英畝（0.53-平方）的土地，而這項計劃亦得到政府蓋印通過。琳達親自挑選了100位囚犯作建築監獄的勞工，並用駁船將他們運過伊利運河，再用貨船將他們運過哈德遜河。於1824年5月14日，這100位囚犯到達施工場所。可是，當時的施工場所沒有地方供他們居住和建築供他們使用，且僅有一些臨時營房、以及一間剛完工的廚師房子、木匠和鐵匠的商店。
於1826年，新新惩教所在未完工的情況下正式啟用。當時新新惩教所被政府視為一個模範監獄，全因新新惩教所既可利用囚犯开采矿石以為國家赚取收入，亦可以防止囚犯逃離。於1828年10月，新新惩教所終於完工。琳達亦在新新惩教所引入奧本系統，即對囚犯施加高壓管治，並會向囚犯施行殘酷的懲罰，如鞭笞。

### 20世紀

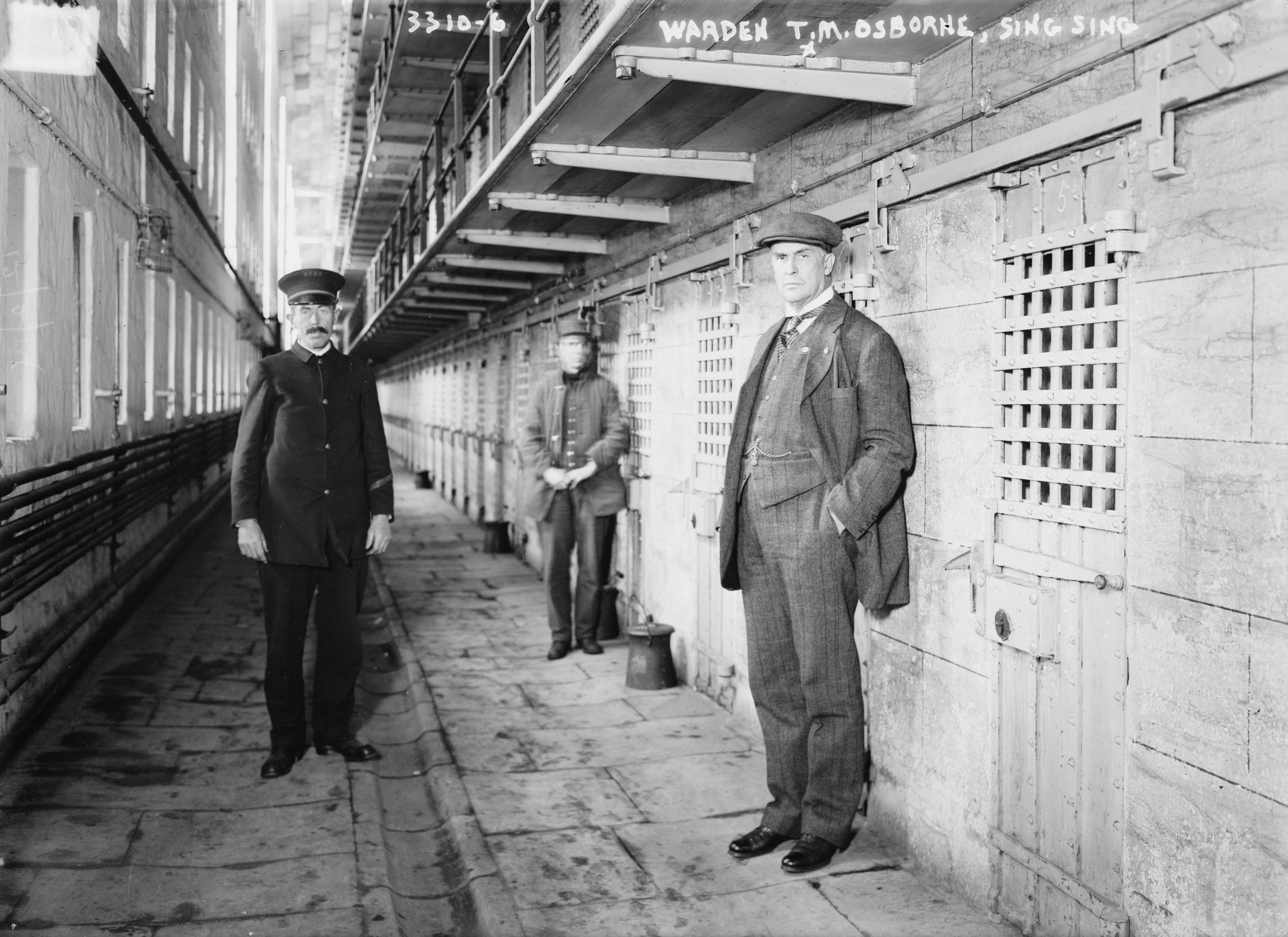
監獄長托馬斯·奧斯本

於1914年，托馬斯·莫特·奧斯本任職新新惩教所監獄長。奧斯本在新新惩教所的任期雖然簡短，但卻是戲劇性的。奧斯本於1914年帶著激進監獄改革者的聲譽到達新新惩教所。奧斯本在以往更曾經隱藏身份，在紐約州奧本監獄內逗留了一個星期，以了解傳統監獄中獄警對囚犯的無情及其他問題。因此，奧斯本旨在使新新惩教所中的囚犯獲得更平等的待遇。在奧斯本的管治下，曾經行賄獄警和恐嚇其他囚犯的囚犯失去了他們的特權。而因為失去了特權，他們其中一人串謀其政治盟友破壞奧斯本的聲譽，更成功起訴奧斯本多種罪行及管理不善。但奧斯本終究在法庭上獲勝。當他回到新新惩教所繼續工作時，沒有特權的囚犯們瘋狂慶祝他的回歸。
另一個值得注意的監獄長為勞斯·E·劉易斯。他於1919年獲邀成為新新惩教所的監獄長，於1920年1月接受工作，並於新新惩教所當了逾20年的監獄長。在他的任期內，勞斯改革了新新惩教所的制度，並把原本被描述為“老地獄坑”的新新惩教所轉變成一個擁有自己的體育隊伍、教育計劃和新管教方式的現代化的監獄。在其任期內，他還建造了一些新的惩教所建築。於1941年，勞斯在當了21年監獄長後終於選擇退休，並於退休後6年逝世。於1943年，新新惩教所的舊監獄分區終於正式關閉，而監倉的金屬棒和鐵門則被捐贈至軍隊，以重製成武器在第二次世界大戰中使用。於1989年，新新惩教所首次獲美國懲教協會批准建立一套國家標準的懲教設施。

### 21世紀
現今的新新惩教所容納了超過2,001名囚犯及1,000名員工，且每個月有逾5,000位訪客。惩教所舊監獄分區的1,825间牢房不再被使用，且於2002年有計劃將之轉變成一間博物館。政府於2011年4月亦計劃關閉新新惩教所，並將之改建成居屋。

## 處決

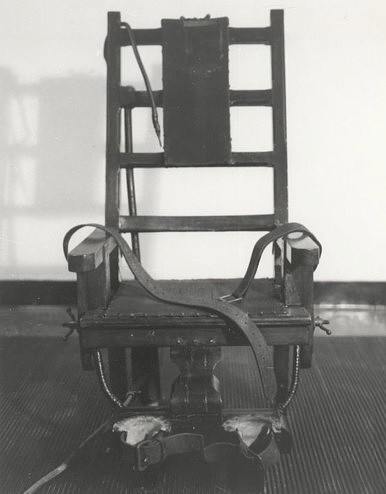
於20世紀在新新惩教所使用的電椅「老斯帕克」

新新惩教所自啟用起已處決了總共614位罪犯。新新惩教所曾經用電椅處決了根據聯邦判處死刑的四名囚犯。於1953年6月19日，羅森堡夫婦因犯下間諜罪而在新新惩教所被施電刑。於1952年8月12日，格哈德·A·帕夫因謀殺而施電刑。而最後一個於新新惩教所被施電刑的犯人為同樣犯下謀殺的埃迪·梅斯，他於1963年8月15日被處決。於1972年，美國最高法院在弗曼訴佐治亞州案中宣判電刑違憲，致使新新惩教所停止使用電椅處決罪犯。之後，新新惩教所的電椅被轉移至紐約州格林黑文懲教所並繼續運作，但不再被使用。

## 教育項目
於1996年，凱瑟琳·沃勤於新新惩教所為囚犯創辦了藝街助更生（Rehabilitation Through the Arts）機構。藝街助更生與戲劇界專業人士合作，為囚犯提供與戲劇相關的講習班及課程。藝街助更生每年都會在新新惩教所為囚犯和社區賓客演出一定數量的戲劇。這個項目使用戲劇技巧協助改善參與該計劃的囚犯改善其認知行為，並成功減少這些囚犯重犯罪行。約翰·傑伊學院更加與紐約州懲教署合作，正式評估了藝街助更生對社會和制度的影響。在洛林·穆勒博士的帶領下，約翰·傑伊學院發現藝街助更生對項目的參與者有明顯的正面影響。他們更發現「囚犯參與項目的時間越長，他們的違規行為就會越少」。藝街助更生計劃目前在5個紐約州監獄內實行。
監獄高等教育哈德森鏈接是一個於1998年成立的向囚犯提供大學教育，以幫助減少囚犯重犯機會和出獄後生活貧困，和加強囚犯家庭和社區聯繫的非營利組織。於1998年，美國政府進行「對犯罪強硬」活動打擊罪案，因此致使州政府和聯邦政府均停止資助監獄教育課程。而因宗教和學術志願者明白教育對囚犯的積極影響，因此聯合新新惩教所的囚犯建立一個監獄高等教育項目。在安妮·賴斯納博士的帶領下，監獄高等教育哈德森鏈接成功創立，並重啟新新惩教所的監獄教育課程。
以该项目为蓝本创作的电影《监狱剧院》于2024年上映，由A24发行，在第97届奥斯卡金像奖获得三项提名。

## 惩教所橋樑

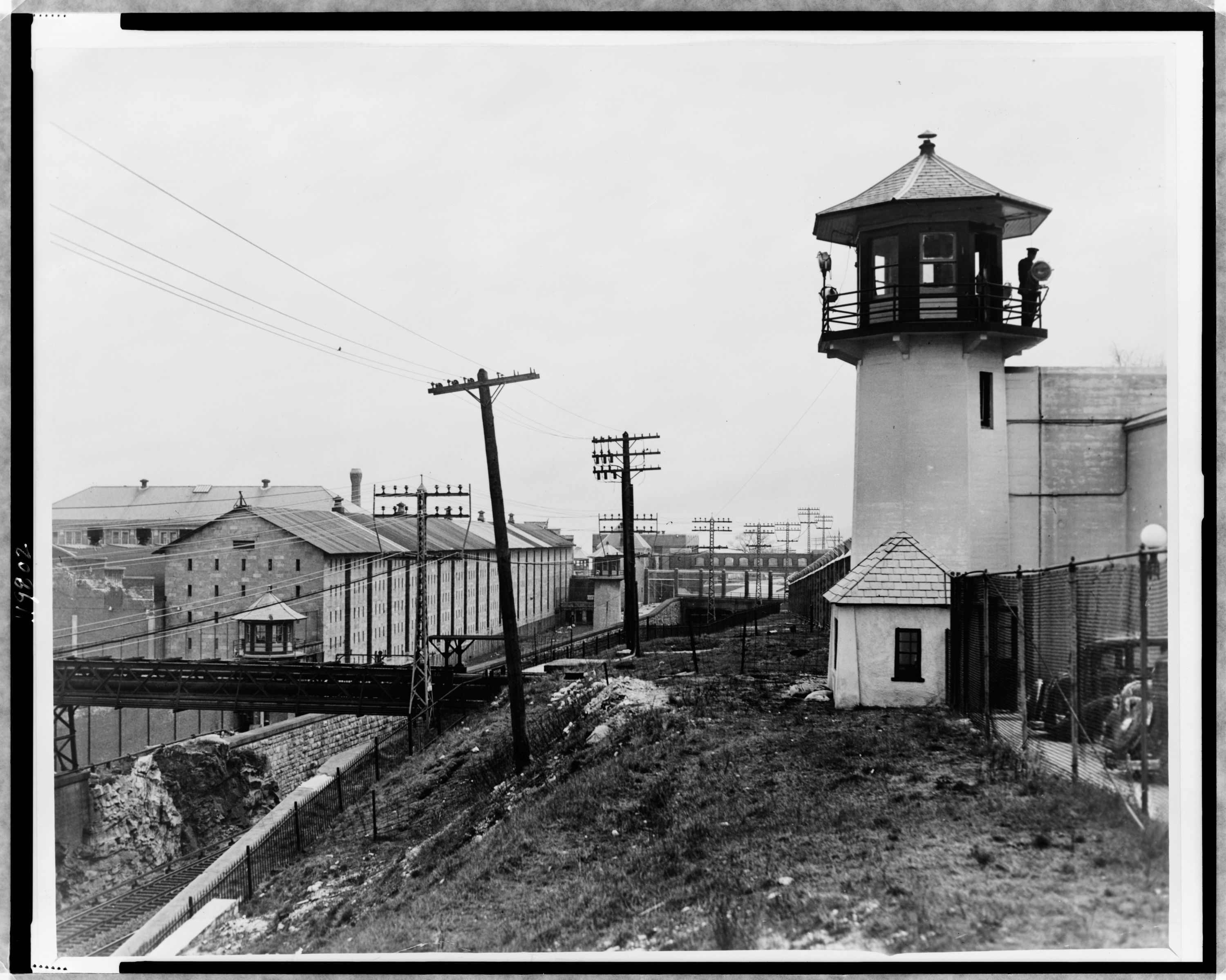
舊監獄分區（攝於1938年）

因四軌道的哈得遜線將新新惩教所的主建築一分為二，所以兩邊建築是由四座跨越哈得遜線軌道的橋樑連接。最北端的橋樑是一座供惩教所員工使用的人行天橋，而這座橋樑並不位於新新惩教所的設防區域內。由於結構性的缺陷，該橋樑目前暫停使用。向南而下的第二座橋樑則設有不少公用設施管線，如蒸汽管道和電線。第三座橋樑是一座設防的人行天橋供轉移囚犯之用。最南端的橋樑則是一座供汽車使用的橋道，且位於新新惩教所的設防區域內。這道橋樑允許維修車輛、巴士及運輸卡車進入新新惩教所。

## 博物館
將部份新新惩教所變成博物館的計劃始於2005年。當時，當地官員試圖將舊發電廠房變成博物館，並以一條隧道鏈接至停用的舊監獄分區。其建築價格約為$500萬美元。於2007年，奧西寧村向聯邦申請為這個項目資助1,250萬美元。擬建的博物館展示新新惩教所的歷史。

## 知名囚犯
- 弗里茨·庫恩，效忠於納粹德國的德裔美國人、納粹分子、反猶太主義者
- 法蘭克·阿班丹多，紐約市著名職業殺手，謀殺公司團伙成員，身負多起命案
- 喬治·華盛頓·阿波，美籍愛爾蘭裔的罪犯
- 查爾斯·盧西安諾，意大利出生的黑幫和黑手黨犯罪老大
- 漢密爾頓·霍華德·「亞伯特」·費雪，具有戀童癖傾向的連環殺手，並對大約300位的受害者作出性侵犯行為，亦殺害了15名幼童
- 朱利斯和愛塞·格林格拉斯·羅森堡，冷戰期間美國的共產主義人士。他們被指控為蘇聯進行間諜活動，被判決死刑
- 詹姆斯·拉金，愛爾蘭工會領袖、社會主義運動者

## 照片

新新惩教所
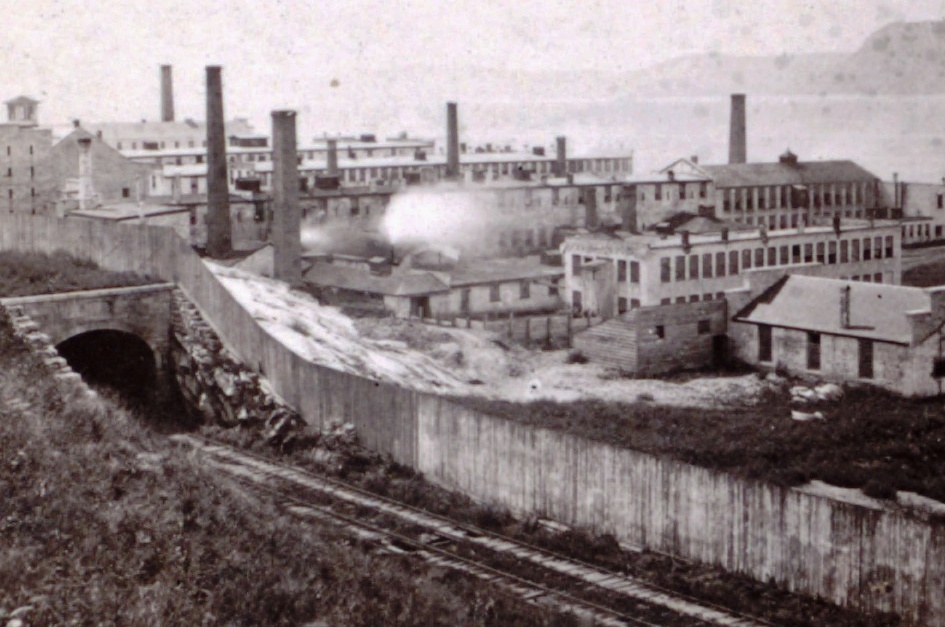
監獄及工作坊（攝於19世紀晚期）
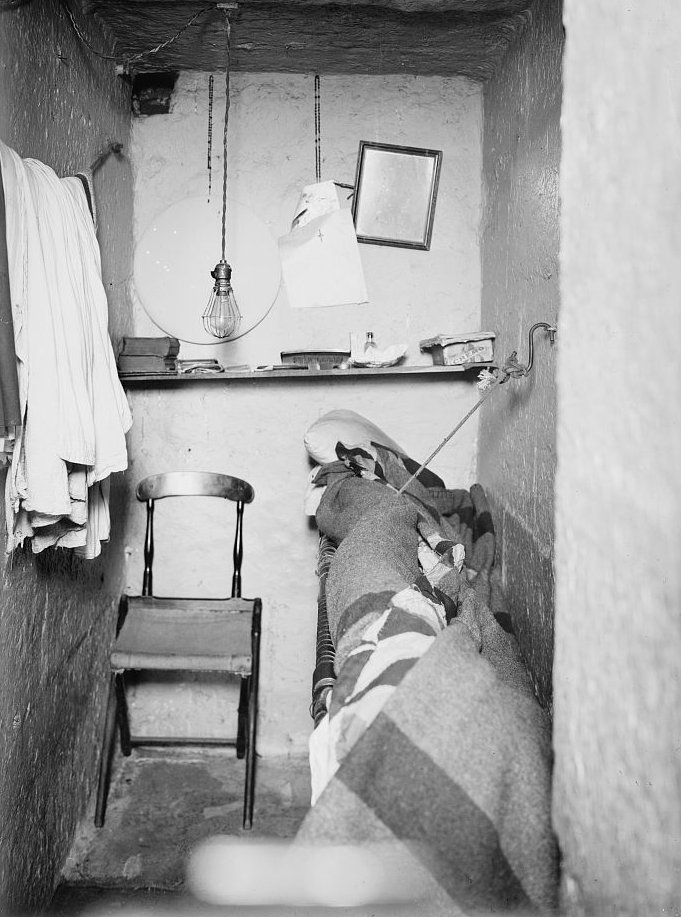
舊監獄分區中的監倉
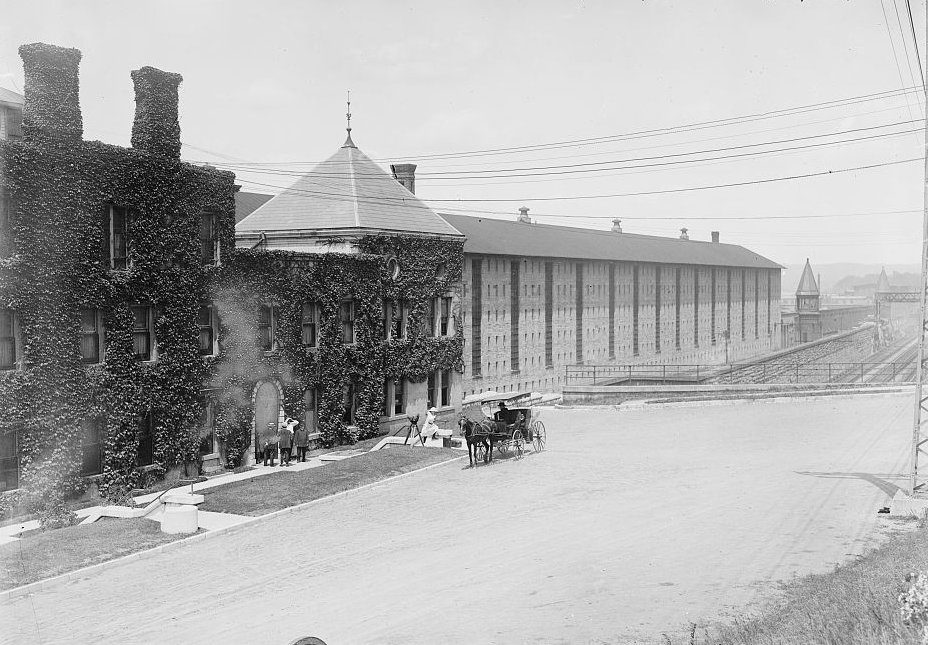
監獄（攝於1913年）